# Garnizon Kielce
Garnizon Kielce – garnizon Wojska Polskiego w Kielcach.
Rozporządzeniem Ministra Obrony Narodowej z 10 sierpnia 2022 w sprawie utworzenia, przekształcenia i zniesienia garnizonów oraz określenia zadań, siedzib i terytorialnego zasięgu właściwości ich dowódców, określono  terytorialny zasięg Garnizonu Kielce. Obejmuje on (2022) miasto Kielce oraz powiaty: buski, jędrzejowski, kazimierski, kielecki, konecki, pińczowski, skarżyski, starachowicki, włoszczowski.

## Garnizon Wojska Polskiego II Rzeczypospolitej
Jednostki Wojska Polskiego w latach 1918–1939
- Dowództwo Okręgu Generalnego „Kielce”
- Dowództwo 2 Dywizji Piechoty Legionów
- 4 pułk piechoty Legionów[2]
- 2 pułk artylerii lekkiej Legionów
- kompania łączności 2 Dywizji Piechoty Legionów
- Komenda Rejonu Uzupełnień Kielce
- dywizjon żandarmerii wojskowej nr 3
  - pluton Kielce I → pluton żandarmerii Przemyśl
  - pluton Kielce II → pluton żandarmerii Kielce
- Wojskowy Sąd Rejonowy
- Parafia Wojskowa

### Obsada personalna komendy placu
Obsada personalna komendy placu w marcu 1939:
- komendant placu – mjr piech. Marian Przyłuski

## Jednostki stacjonujące w garnizonie w latach 1945-1989
- 4 Puławski Pułk Zmechanizowany im. Ludowych Partyzantów Ziemi Kieleckiej (od 1945 r., wcześniejsze nazwy: 4 pułk piechoty 2 Warszawskiej Dywizji Piechoty im. gen. Henryka Dąbrowskiego, 4 pułk zmechanizowany, po 1988 r. 94 Ośrodek Materiałowo-Techniczny)
- Kielecki Pułk Obrony Terytorialnej im. Leona Koczaskiego (1963–1975)
- Garnizonowy Węzeł Łączności Kielce (od 1965)
- 23 Garnizonowa Stacja Obsługi Samochodów (1969–1995)
- 8 Garnizonowy Punkt Zaopatrywania Technicznego (1973–1995)
- Grupa Organizacyjno-Mobilizacyjna 1 Brygady Transportowej (1964-1995)
- 16 samodzielna kompania łączności Wojewódzkiego Komitetu Obrony (1968–1975)
- 6 kompania inżynieryjno-budowlana 39 Pułku Inżynieryjno-Budowlanego im. Edwarda Dembowskiego z Bochni (1977–1988)
- patrol rozminowania z 3 pułku saperów z Dębicy, przemianowany później na 31 patrol rozminowania (1999)
- 20 Brygada Łączności im. Ziemi Kieleckiej do 2001 (Nadwiślańskie Jednostki Wojskowe MSWiA)